# Uj (přítok Irtyše)
Uj (rusky Уй) je řeka v Omské a v Novosibirské oblasti v Rusku. Je 387 km dlouhá. Povodí má rozlohu 6920 km².

## Průběh toku
Pramení na Vasjuganské rovině. Ústí zprava do Irtyše (povodí Obu).

## Vodní režim
Zdrojem vody jsou převážně sněhové srážky. Průměrný roční průtok vody ve vzdálenosti 48 km od ústí činí 24 m³/s. Zamrzá na konci října až na začátku listopadu a rozmrzá v dubnu až na začátku května. Nejvyšších vodních stavů dosahuje od dubna do června.